# 屍姫と羊と嗤う月
『屍姫と羊と嗤う月』（しきとひつじとわらうつき）はBaseSonから2003年8月29日に発売されたアダルトゲームである。

## 解説
BaseSonの第2作にして、初の新規タイトルである本作は、ブランドのデビュー作『ONE2 〜永遠の約束〜』のスタッフが多数参加している。
本作は、現代を舞台とした伝奇ものではあるが、『ONE2』同様切ない要素もある。

## あらすじ
主人公・高藤 篤志は、ある4人の少女と出会ったことで、平凡な日常が変化した。
そんな矢先、篤志は学園で起きた凌辱事件に巻き込まれてしまう。
所持者の願いをかなえる代わりにその心を狂わせる「メザマレクの石」と、人外の不死者・ノスフェラトゥの影がうごめく中、篤志と仲間たちの運命は大きく変化していった。

## 登場人物
高藤 篤志（たかとう あつし）
本作の主人公で、凌月学園に通う少年。ワンルームマンションのような自室でほぼ一人暮らし同然の生活を送っている。珈琲好き。
姫岸 唯緒（ひめぎし いお）
声：青山ゆかり
篤志のクラスに転入してきた少女。日本人離れした美貌と冷たい雰囲気も相まってクラスメートから距離を置かれている。
古風な言動とずれた価値観も特徴の一つである。
黛 叶子（まゆずみ かのこ）
声：大波こなみ
篤志の同級生。これまでは特に親しくなかったが、ある出来事がきっかけで親しくなる。
やや強引ながらも、明るく人懐っこい性格。白い羽のような髪飾りをしている。
メザマレクの石によって胸に秘めていた思いを暴走させてしまう。
真咲 花（まさき はな）
声：吉川華生
篤志らの後輩だが、マイペースな性格をしている。篤志のことを「お兄さん」と呼ぶ。自分のクラスの教室と間違えて篤志の机で寝ていたことがきっかけで彼と知り合い、彼らとも対等に渡り合う。強烈な眠気に悩んでいる。絵を描くことが好きで、よく美術室にいる。
実は暗い過去を背負っている。
一ノ瀬 明星（いちのせ あきほ）
声：北都南
篤志らの先輩。目が不自由であるため、いつも杖を突いている。学園内で美人だという評判が立っているが、実際はとぼけた性格をしており、気に入った人をからかって遊ぶのが好き。キャンピングカーで生活している。
小西 朋絵（こにし ともえ）
声：鷹月さくら
篤志の同級生で及川は幼馴染み。篤志に想いを抱いているが、引っ込み思案ゆえ関係を発展させられずに思い悩んでいる。
碧（みどり）
声：吉川華生
花とよく似た容姿の少女で、よく篤志に接触してくる。
慧来（えら）
声：北都南
唯緒の知り合いと思われる少女で、唯緒をフランス人形にしたような姿をしている。
及川 巳継（おいかわ みつぐ）
篤志の同級生にして親友。彼のことを「アツシ」と呼ぶ。いわゆるムードメーカーだが、気配りができる一面もある。
久阪 賢治（くさか けんじ）
篤志のクラスに赴任した臨時教師。
昴（すばる）
声：大波こなみ
明星が保護している迷子の少年。よくからかわれては泣きべそをかく。空腹だったときにお弁当を食べさせてくれた碧を慕っている。

## 用語
倉塚市
本作の舞台となる地方都市。市内には良く整備された自然公園があり、また街の東側の山裾には建築途中で破棄された大規模なマンションの廃墟群が存在する。
メザマレクの石
魂の器とも呼ばれる石。願いを叶える力を持つが、感情は石に蓄積される形で石に食べられ、叶えられた者は最終的には心を失い、暴力的な衝動だけで動くようになる。
石に食べられた感情はノスフェラトゥのエネルギーとなる。
ノスフェラトゥ
異世界から来た人外の不死者。

## 主題歌
- オープニング「世界が終わるまで」
  - 歌：青山美砂 / 作詞・作曲：O-Parts
- エンディング「ただ、キミといるために」
  - 歌：青山美砂 / 作詞・作曲：O-Parts